# Saturninus (Toreut)
Bei Saturninus handelt es sich um einen oder möglicherweise auch zwei antike römische Toreuten (Metallbearbeiter), der oder die Ende des 1. Jahrhunderts v. Chr. beziehungsweise zu Beginn des 1. Jahrhunderts in Gallien und/oder Niedergermanien tätig war.
Der oder die Toreuten mit dem Namen Saturninus sind heute nur noch aufgrund von drei Signaturstempeln auf bronzenen Küchengerätschaften bekannt. Alle wurden im heutigen Deutschland gefunden. Bei den Stücken handelt es sich um:
1. Bronzekasserolle; gefunden zwischen Duisburg und Asberg (Moers), Kreis Wesel, Nordrhein-Westfalen, Deutschland; heute im Rheinischen Landesmuseum in Bonn.[1]
2. Bronzegriff eines Siebes oder einer Kelle; gefunden in Dambach, Ehingen, Landkreis Ansbach, Bayern, Deutschland; heute in der Archäologischen Staatssammlung in München.[2]
3. Bronzesieb; gefunden im Brunnen Nummer 7 im Lagerdorf Buch (Kastell Buch), Rainau, Ostalbkreis, Baden-Württemberg, Deutschland; heute im Limesmuseumin Aalen.[3]

## Einzelbelege
1. ↑  Inventarnummer 39,1062; Richard Petrovszky: Studien zu römischen Bronzegefäßen mit Meisterstempeln. Leidorf, Buch am Erlbach 1993, S. 296, Nr. S.06.01.
2. ↑  Inventarnummer 1986,2630; Richard Petrovszky: Studien zu römischen Bronzegefäßen mit Meisterstempeln. Leidorf, Buch am Erlbach 1993, S. 296, Nr. S.06.02.
3. ↑  Inventarnummer R 80,485; Richard Petrovszky: Studien zu römischen Bronzegefäßen mit Meisterstempeln. Leidorf, Buch am Erlbach 1993, S. 296–297, Nr. S.06.03.

| Personendaten    | Personendaten                              |
| ---------------- | ------------------------------------------ |
| NAME             | Saturninus                                 |
| KURZBESCHREIBUNG | antiker römischer Toreut                   |
| GEBURTSDATUM     | 1. Jahrhundert v. Chr. oder 1. Jahrhundert |
| STERBEDATUM      | 1. Jahrhundert oder 2. Jahrhundert         |